# Штреземан, Эрвин
Эрвин Штре́земан (нем. Erwin Stresemann; 22 ноября 1889, Дрезден — 20 ноября 1972, Берлин) — немецкий зоолог и профессор высшей школы.

## Биография
Эрвин Штреземан был сыном аптекаря Рихарда Штреземана и его жены Марии, урождённый Дункельбек. Он изучал с 1908 года естественные науки (специально зоологию) в университетах Йены, Фрайбурга и Мюнхена и был с 1910 по 1912 годы участником второй Фрайбургской экспедиции на Молуккские острова, которая проходила под руководством Карла Денингера. С 1914 по 1918 годы он проходил военную службу, а с 1918 года работал в научном вспомогательном отделении Зоологической государственной коллекции Мюнхена. В 1920 году он получил учёную степень доктора философских наук у Рихарда фон Гертвига в Мюнхенском университете.
В 1921 году он был ассистентом в Зоологическом музее Берлина и руководителем орнитологического отделения, куда он был определён с 1924 года смотрителем. В 1930 году он был назначен в Берлине титулованным профессором, а в 1946 году профессором с нагрузкой преподавателя зоологии. С 1946 по 1959 годы он был исполняющим обязанности директора в Зоологическом музее Берлинском университета имени Гумбольдта.
Штреземан был генеральным секретарём, президентом (с 1949 года) и почётным председателем Немецкого общества орнитологов и одним из самых значительных орнитологов 20-го столетия. С 1922 по 1961 годы (с 1956 года вместе с профессором доктором Гюнтером Нитхаммером, учеником Штреземана) он был издателем журнала «Journal für Ornithologie». Орнитологические месячные отчёты (Ornithologischen Monatsberichte) Штреземан издавал с 1922 года вплоть до 1944 года. В 20-е и 30-е годы он дал толчок для трансформации более старой, преимущественно фаунистическо-систематической орнитологии к разделу современной биологии и обосновал благодаря связям генетики, функциональной анатомии, физиологии и этологии птиц «новую биологическую орнитологию». Он был членом Немецкой Академии Наук в Берлине и Леопольдины.
Одним из его самых знаменитых учеников был Эрнст Майр. Штреземан был основателем и издателем «Экскурсионной фауны Германии», популярного определителя местной фауны, который до сих пор издаётся и называется у студентов зоологии попросту как «Штреземан».
Эрвин Штреземан был женат с 1916 по 1939 годы на Елизавете Денингер. Брак распался в 1939 году, и Штреземан женился в 1941 году на Весте Гроте.

## Награды
- 1955 — Национальная премия ГДР 2-й степени, «В знак признания его выдающейся работы в области орнитологии.»
- 1955 — Орден «За заслуги перед Отечеством» (ГДР) 2-й степени